# NGC 7785
NGC 7785 é uma galáxia elíptica (E5) localizada na direcção da constelação de Pisces. Possui uma declinação de +05° 54' 58" e uma ascensão recta de 23 horas, 55 minutos e 18,9 segundos.
A galáxia NGC 7785 foi descoberta em 25 de Outubro de 1785 por William Herschel.